# 마리나 오스월드 포터
마리나 니콜라예브나 오스월드 포터(혼전성 프루사코바(Prusakova), 영어: Marina Nikolayevna Oswald Porter, 1941년 7월 17일 ~ )는 리 하비 오스월드의 아내였던 러시아계 미국인 여성이다. 소련의 세베로드빈스크 출신으로, 그녀는 오스월드가 소련으로 일시적으로 망명했을 때 그와 결혼했고 그와 함께 미국으로 이민을 갔다. 미국 대통령 존 F. 케네디의 암살과 오스월드의 살인 이후 그녀는 워렌 위원회에 대해 오스월드에 반대하는 증언을 했고 재혼했다. 그녀는 미국 시민이 되었고 궁극적으로 그녀의 남편이 무죄라고 믿게 되었다.